# Parijsstraat (Leuven)
De Parijsstraat is een straat in de Belgische stad Leuven. Ze loopt van de Brusselsestraat in het midden van de stad tot het Pater Damiaanplein. Het is een straat met veel horeca- en winkelpanden. De lengte van de Parijsstraat bedraagt ongeveer 400 meter.

## Beschrijving
De Parijsstraat werd voor het eerst vermeld in 1278 en komt in historische documenten ook als Legerstraat of Lagerstraat voor, waarmee de ten opzichte van de Naamsestraat lager gelegen straat tussen de Drinkwaterstraat en de Wolvenpoort in de Schapenstraat werd aangeduid. De Parijsstraat kruist de drie westelijke toegangen tot de Oude Markt - de Kroegberg, de Drie Engelenberg en de Lavorenberg -, de Drinkwaterstraat, de Rattemanspoort, de Sint-Barbarastraat en de Minderbroedersstraat. Aan de overzijde van de Brusselsestraat ligt in het verlengde van de Parijsstraat de Pensstraat en ten zuiden van het Pater Damiaanplein de Schapenstraat.
De panden in het eerste straatgedeelte, tussen de Brusselsestraat, de Rattemanspoort en de Drie Engelenberg, werden tijdens de Eerste Wereldoorlog door brand volledig vernield. Ze werden heropgebouwd in de zogenaamde wederopbouwstijl. Deze panden worden gekenmerkt door een eclectische gevelarchitectuur, geïnspireerd op de regionale bouwstijlen, met integratie van eigentijdse of geïnterpreteerde bouwelementen. De bebouwing in het tweede straatgedeelte, tussen de Rattemanspoort, de Drie Engelenberg en de Sint-Barbarastraat, bestaat voornamelijk uit panden met oudere, soms tot de 17de eeuw opklimmende kernen, die in de loop van de 19de- en 20ste eeuw werden aangepast. Het derde straatgedeelte, tussen de Sint-Barbara- en de Minderbroedersstraat, wordt sterk bepaald door recente architectuur. Het laatste straatgedeelte, van de Minderbroedersstraat tot het Pater Damiaanplein, wordt enerzijds gekenmerkt door grote gebouwencomplexen en anderzijds door de open ruimte van de parking van het Heilig Drievuldigheidscollege.

## Gebouwen
- Restanten van de voormalige Sint-Eligiuskapel (nrs. 42-44), die in 1456 door het ambacht van de smeden werd gebouwd, door de Fransen in 1797 gesloten en gebruikt als vleeshuis, en in de 19de eeuw opgesplitst en aangepast tot twee burgerwoningen
- Voormalige jezuïetenklooster (nr. 72b) uit 1913 en herenwoning in empirestijl uit het eerste kwart van de 19de eeuw - huis opgetrokken op de site waar voordien het huis van Justus Lipsius stond - thans zijn beide panden eigendom van de Katholieke Universiteit Leuven
- Hotel Rega (nr. 74), herenwoning gebouwd rond 1750, waar Hendrik Jozef Rega woonde

Het straatgedeelte tussen de Lavorenberg en het Pater Damiaanplein wordt door het Heilige-Drievuldigheidscollege in beslag genomen.